# Фадеев, Александр Александрович (актёр)
Александр Александрович Фадеев (14 декабря 1936, Москва — 20 декабря 1993, Москва) — советский актёр, приёмный сын писателя А. А. Фадеева, муж внучки Сталина, Надежды Васильевны Сталиной.

## Биография
Родился 14 декабря 1936 года, мать — актриса Ангелина Степанова.
Родился незадолго до свадьбы матери с писателем А. А. Фадеевым, который усыновил его и дал свою фамилию.
Работал первоначально в Театре Советской Армии, затем во МХАТе (1983—1987) и МХАТе им. Горького (1987—1989). Также снимался в кино, чаще в эпизодах.
Был женат на народной артистке СССР Людмиле Гурченко, вторым браком — на артистке Большого театра Натэлле Канделаки, третьим — на Надежде Сталиной, дочери Василия Иосифовича Сталина и Галины Александровны Бурдонской. Дочь актёра и его жены Надежды — Анастасия Александровна Сталина родилась в 1974 году (по другим данным — в 1977 году).
Скончался на 58-м году жизни в Москве 20 декабря 1993 года, похоронен на Ваганьковском кладбище (16 уч.) вместе с последней женой.

## Творчество

### Фильмография
- 1965 — Война и мир — виконт
- 1967 — Вертикаль — Александр Никитин
- 1967 — Евгений Урбанский (документальный) — рассказывает об Урбанском
- 1968 — Один шанс из тысячи — Осянин, лейтенант
- 1969 — Свой — эпизод
- 1969 — Чайковский — эпизод
- 1974 — Совесть (телесериал) — Саша, курортный приятель Уварова
- 1975 — Бегство мистера Мак-Кинли — секретарь
- 1976 — В одном микрорайоне (фильм-спектакль) — лётчик-испытатель Зеленов
- 1976 — Повесть о неизвестном актёре — эпизод
- 1977 — Мой друг дядя Ваня — эпизод
- 1977 — Фронт за линией фронта — эпизод
- 1980 — Ожидание — эпизод
- 1983 — Одиноким предоставляется общежитие — член комиссии
- 1989 — Авария — дочь мента — эпизод
- 1989 — Мать — эпизод